# Eloeophila sparsipunctum
Eloeophila sparsipunctum là một loài ruồi trong họ Limoniidae. Chúng phân bố ở miền Cổ bắc.